# Фильм ужасов

Обложка DVD-диска с изображением персонажей классических фильмов ужасов, созданных Universal Pictures: Эльза Ланчестер из «Невесты Франкенштейна» (1935), Клод Рейнс из «Человека-невидимки» (1933), Бела Лугоши из «Дракулы» (1931), Клод Рейнс из «Призрака Оперы» (1943), «Тварь» из фильма «Тварь из Чёрной Лагуны» (1954), Борис Карлофф из «Франкенштейна» (1931), Лон Чейни-младший из «Человека-волка» (1941) и Борис Карлофф из «Мумии» (1932)

Фильм у́жасов (разг. «ужа́стик», «хо́ррор»; англ. horror film, horror movie) — тематически обширный и разнообразный круг фильмов, цель которых — вызвать у зрителей чувство страха, тревоги и неопределённости, создать напряжённую атмосферу ужаса или мучительного ожидания чего-либо ужасного — так называемый эффект «саспенс» (от англ. suspense — неопределённость). Однако существуют и другие мнения о наименовании жанра. Так актёр Кристофер Ли в одном из своих интервью, данном в 1975 году, утверждал, что термин «horror» неверен, поскольку ужас подразумевает чувство отвращения или омерзения, что совсем не является целью этих картин или, по крайней мере, является не всегда. Он настаивал на употреблении термина «film du fantastique» (фильм фантазии). Таким же термином французы обозначают определённый тип фильмов ужасов.

## Характерные черты
Основополагающим признаком фильмов ужасов является цель вызвать у зрителя чувства тревоги и страха, которая реализуется на экране различными методами, включая сюжетные повороты, образы персонажей, пугающие спецэффекты и т. д. Данный эмоциональный элемент может развиваться как на фоне каких-то фантастических событий (югославский критик Бранко Мунтич дал следующее определение жанра «фильм ужасов»: киножанр, который на фоне фантастических событий развивает мотив страха как эмоциональную основу поэтического образа), так и на фоне психопатологических действий, иных проявлений действий человека, изображения стихии, демонстрации сцен насилия, внутренностей, крови и т. д. Кроме того, исходя из определения, поэтического образа в фильме ужасов может и не быть вовсе — как и всякий жанр, фильмы ужасов не обошло стороной и массовое, поточное производство таких фильмов, где образ теряется в шаблонности и заштампованности сюжета и событий.
Как и во многих иных жанрах кинематографа, перед зрителем в классическом фильме ужасов предстаёт картина борьбы добра со злом, и процесс выражает схема «палач — жертва», где в качестве палача может выступать чудовище (монстр) или иная потусторонняя сила, стихия, сам человек и его девиантные отклонения (безумцы, психопаты, маньяки, убийцы и т. д.). Однако во многих фильмах такая грань становится расплывчатой, и не всегда удаётся определить подобную схему, а порой она и вовсе отсутствует, сюжет как бы констатирует факт и не пытается выразить и определить указанную схему. Кроме того, для некоторых подобных фильмов, в которых так или иначе выражается принцип борьбы добра со злом, не всегда победа принадлежит добру. По мнению киноведа Дмитрия Комма, нет ничего, что было бы постоянным компонентом хоррора и составляло бы его формулу. В начале XX века неотъемлемой чертой фильма ужасов считалось наличие монстра, сверхъестественного существа. Но в 1940-е годы возникает концепция фильма ужасов без монстра. Вместе с тем мы знаем множество фильмов, где есть монстр: вампир или призрак, при этом не являющихся хоррорами. Фильм «Призрак любви» Дино Ризи — это не фильм ужасов, равно как и фильм «Привидение» — классическая мелодрама. Более того, Комм уверен, что у фильма ужасов нет не только собственной формулы, но даже собственных сюжетных моделей. Он, как правило, заимствует их у мелодрамы или детектива.

## История жанра

### 1890-е—1930-е годы

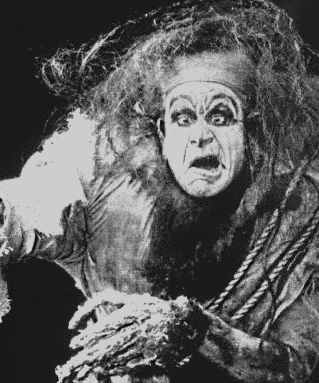
Чарлз Огл в роли монстра

Первые фильмы, которые можно отнести к жанру ужасов, создавал ещё Жорж Мельес в конце 1890-х годов, одна из самых известных его работ — это фильм 1896 года «Замок дьявола» (иногда его называют первым фильмом ужасов), также это один из первых фильмов, в котором использовались самые примитивные спецэффекты (стоп-кадр, мультиэкспозиция, ускоренная и замедленная съёмка). Другим его значимым проектом был фильм «La Caverne» 1898 года (примерно переводится «Пещера Демонов»). В Японии одними из ранних фильмов жанра были «Bake Jizo» и «Shinin no Sosei», оба 1898 года. В 1910 году компания Edison Manufacturing Company выпустила самую первую известную экранизацию готического романа Мэри Шелли «Франкенштейн, или Современный Прометей». Фильм называется «Франкенштейн» и идёт всего 12 минут. На протяжении десятилетий фильм считался утраченным, информация о нём исчерпывалась фотографией Чарлза Огла в образе чудовища и изложением сюжета из каталога фильмов Эдисона. В 1950-х годах копия фильма была приобретена коллекционером из Висконсина Алоизом Детлаффом, который не придал этой плёнке особого значения и лишь в 1970-х годах обнаружил, что владеет уникальным раритетом. В 1993 году фильм был перевыпущен.
Также некоторые исследователи к одному из первых фильмов ужасов относят вышедший 22 августа 1913 года в Германии фильм ужасов «Студент из Праги». Именно в этот день в берлинском кинотеатре «Mozart Saal» состоялась премьера этого фильма. Как отмечают исследователи, именно «Студент из Праги» обладал наиболее характерными чертами зарождавшегося жанра.
XX век принёс большой вклад в фильмы ужасов, первым монстром в полнометражном фильме стал Квазимодо в экранизации романа Виктора Гюго «Собор Парижской Богоматери». Фильмы, в которых появлялся горбун — «Эсмеральда» режиссёра Элис Ги-Бланш (1905), «Горбун» (1909), «Любовь Горбуна» (1910) и «Нотр-Дам де Пари» (1911).

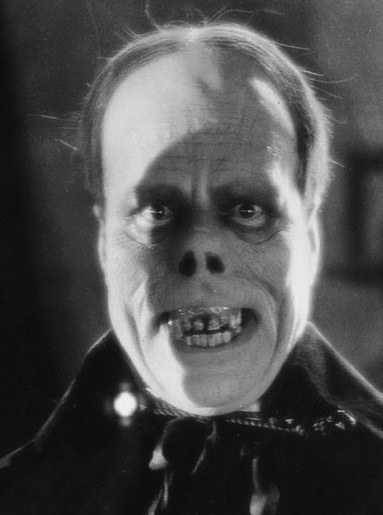
Лон Чейни в роли Эрика в фильме «Призрак Оперы»

Многие из самых ранних полнометражных фильмов ужасов принадлежали к немецкому экспрессионизму, среди которых были и фильмы, повлиявшие на кинематограф Голливуда. Среди них были «Голем» (1920) Пауля Вегенера, «Кабинет доктора Калигари» (1920) Роберта Вине, этот экспрессионистский стиль повлиял на таких режиссёров, как Орсон Уэллс и Тим Бёртон. Также в 1920-е годы Фридрих Мурнау создал самый запоминающийся образ вампира в своём фильме «Носферату. Симфония ужаса», экранизации романа Брэма Стокера «Дракула».
В 1920-х годах в Голливуде в драмах часто применялись особенности жанра ужасов, например, в фильмах «Горбун из Нотр-Дама» (1923) и «Монстр» (1925), монстров играл звезда немого кино ужасов Лон Чейни. Одна из самых знаменитых его ролей — это призрак в фильме «Призрак Оперы» (1925), который входит в Классическую серию фильмов ужасов студии Universal.
Настоящим прорывом, как для всей киноиндустрии в целом, так и для жанра фильмов ужасов, стало появление звука. Среди первых звуковых фильмов ужасов — фильм «Террор» (1928), который ныне считается утерянным.

### 1930-е—1940-е годы
Одной из первых успешных попыток создать озвученный фильм ужасов стала выпущенная компанией Universal Pictures Co. Inc. кинокартина «Дракула» (1931) режиссёра Тода Браунинга, снятая по одноимённому роману Брэма Стокера и сразу же ставшая очень популярной. В компании понимают, что нужно развивать тему монстров и цикл готических хорроров в том же 1931 году продолжает экранизация готического романа ужасов Мэри Шелли «Франкенштейн, или Современный Прометей» — «Франкенштейн», режиссёром которого становится Джеймс Уэйл. Фильм тоже имеет большой успех, и далее выходит «Мумия» и «Человек-невидимка» Джеймса Уэйла в 1933 году и «Дочь Дракулы» Ламберта Хилайера в 1936 году.
Режиссёр «Дракулы» Тод Браунинг снимает фильм «Уродцы», основанный на книге «Шпоры» Тэда Роббинса, который получается настолько провокационным, что был официально запрещён в нескольких штатах, однако впоследствии был признан национальным достоянием и в 1994 году включён в Национальный кинорегистр Библиотеки Конгресса. Если «Уродцы» не имели в своё время должного успеха, то «Дракула», «Франкенштейн», «Мумия» и некоторые другие фильмы получили несколько продолжений. Благодаря этим фильмам прославились такие выдающиеся актёры жанра, как Борис Карлофф, Бела Лугоши и Лон Чейни младший.
Вместе с тем классические фильмы ужасов Universal объективно страдают из-за слабости сценария — в качестве их основы использовались не оригинальные произведения, а их сценарные постановки, значительно упрощающие оригинальные сюжеты, что было вызвано в том числе сокращением бюджета студии. Через несколько лет аудитория потеряла интерес к этому циклу, и студия Universal обратилась к самопародиям, выпустив такие фильмы как: «Человек-невидимка возвращается», «Рука мумии», «Дом Франкенштейна». Дальнейшая же эксплуатация первых медиафраншиз привела к бесконечным повторениям и упрощениям сюжета, что усугублялось цензурными запретами кодекса Хейса, в конечном итоге в 1940-х годах дискредитировав жанр — режиссёры и продюсеры не вносили ничего нового в устоявшиеся штампы. Хотя качество художественного содержания классических фильмов ужасов студии упало, именно эта практика Universal заложила технику производства жанрового кино, существующую сегодня, и прежде всего — помогла киностудии сохраниться в условиях экономического кризиса и конкуренции.

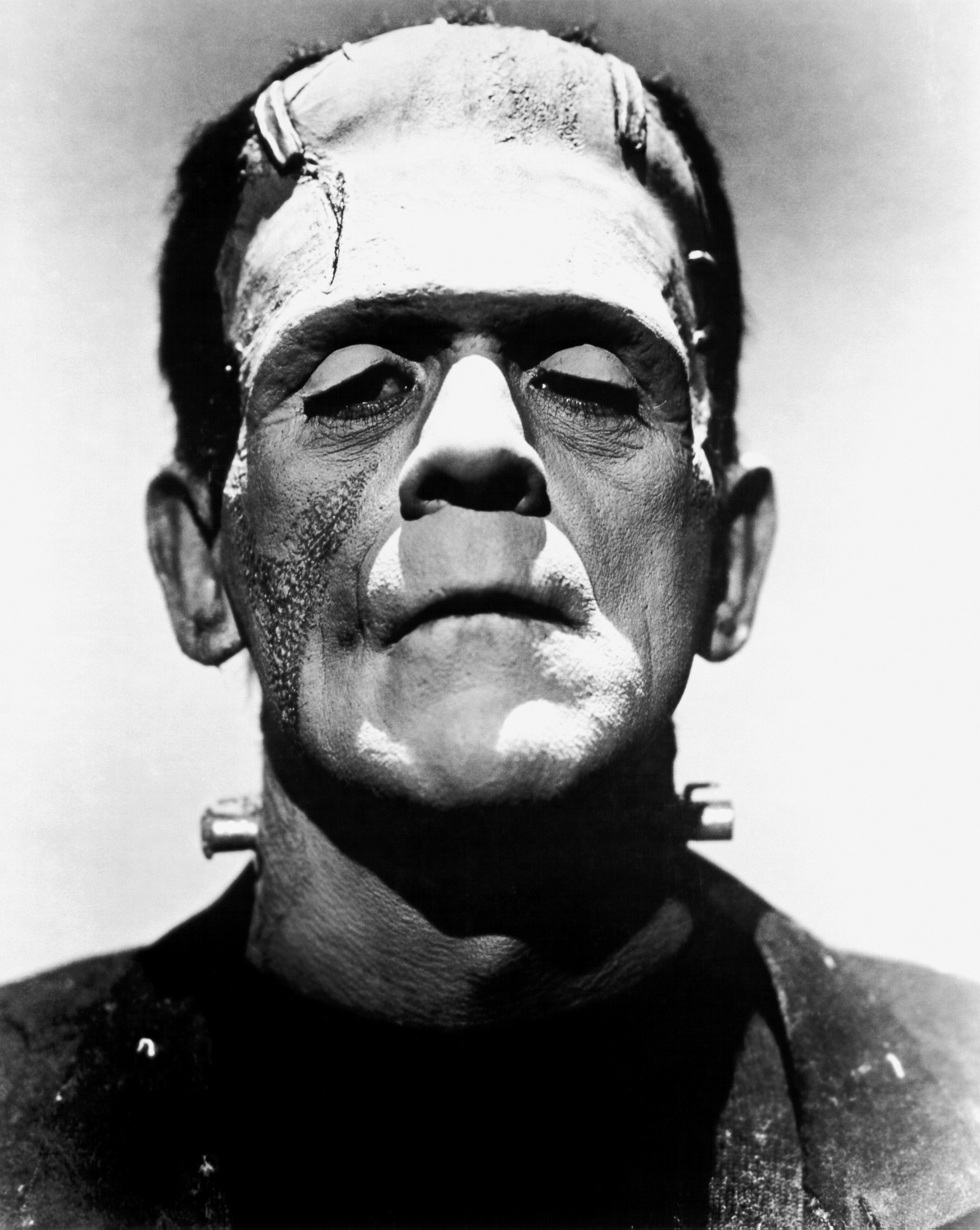
Борис Карлофф в роли Чудовища Франкенштейна в фильме «Франкенштейн» (1931)

В 1931 году Фриц Ланг выпускает фильм «М», рассказывающий историю серийного убийцы детей, которого играет Петер Лорре. С приходом к власти нацистов в Германии жанр фильмов ужасов оказался невостребованным — основную массу выпускавшихся фильмов в Третьем рейхе составляли комедии, мюзиклы и военные фильмы, призванные развлекать и поднимать дух. Режиссёры и актёры, работавшие в близком к ужасам жанрам, покинули страну.
У других студий-мейджоров в жанре ужасов был намного меньший успех, чем у Universal. Великая депрессия повлияла на кинопроизводство, из пяти основных студий только MGM сохраняла положительный финансовый баланс. Другие кинокомпании были вынуждены сократить производство рискованных и дорогих картин, а настроения зрителей делали актуальным фильмы преимущественно развлекательных жанров — приключенческие, криминальные драмы, мюзиклы. Однако неожиданный кассовый успех «Дракулы» и «Франкенштейна» и предшествовавшая этому необычная рекламная кампания подвигли кинематографистов попытаться повторить этот успех. Paramount выпустили «Доктор Джекил и мистер Хайд» (1931), один из немногих фильмов данного жанра, удостоенный высоких оценок критики, получивший премию «Оскар» в престижной номинации за лучшую мужскую роль, а также специальную оценку Венецианского кинофестиваля. Warner Brothers произвели «Свенгали» и «Безумный гений» (1931), а также полностью снятые с использованием одной из первых успешных систем получения цветного изображения цветные фильмы «Доктор Икс» (1932) и «Тайна музея восковых фигур» (1933), оба фильма имеют важное значение для жанра так же потому, что в них раскрывался образ «безумного учёного» и была использована ставшая классической детективная составляющая. За счёт качественной сценарной проработки, хорошему подбору актёров и новаторским спецэффектам фильмы ужасов Paramount и Warner Brothers и по прошествии времени по ряду качеств выглядят выигрышей с художественной стороны в сравнении с однотипными «монстрами Universal».
В 1941 году Universal выпустили фильм «Человек-волк», тем самым в серии «классических фильмов ужасов» появился ещё один монстр. Фильм был не настолько успешным, как предыдущие фильмы ужасов компании, но стал самым значимым фильмом об оборотнях тех лет. К концу 1940-х годов Universal стали в одном фильме совмещать сразу несколько своих монстров, создав приём кроссовер. Например, это фильмы: «Франкенштейн встречает человека-волка» (1943), «Дом Дракулы» (1945) и другие. Чем дальше шёл такой подход к серии своих фильмов, тем больше стало чувствоваться, что компании уже не хватает сюжетов и они стали выпускать пародии на свои же фильмы, «Эббот и Костелло встречают Франкенштейна» (1948), «Эббот и Костелло встречают человека-невидимку» (1951) и другие.
В 1940-х годах на фоне ужасов Второй мировой войны жанр становится по большей части ориентированными на внушение ужаса, а не на его изображение. В это время Вэл Льютон выпустил несколько малобюджетных фильмов для RKO Pictures, которые получились очень атмосферными: «Люди-кошки» (1942), «Я гуляла с зомби» (1943), и «Похитители тел» (1945), а Марк Робсон выпускает фильм «Седьмая жертва» (1943). Работавший помощником у Льютона режиссёр Роберт Уайз в интервью программе «100 лет ужаса» давал высокую оценку этим картинам, отметив, что Льютон компенсировал сковывающие инициативу требования продюсеров и цензуры умелым преподношением материала в эстетике экспрессионизма.
Первым фильмом ужасов, выпущенным в Индии, стал «Махал» (1949). Это был сверхъестественный триллер и самый ранний известный фильм на тему реинкарнации.

### 1950-е—1960-е годы
В 1950-е годы жанр фильмов ужасов стал немного отличаться от того, что было до этого. Новый виток научно-технического прогресса, травматический шок после Второй мировой войны и ужасов нацистских концлагерей, немецких учёных работающих над чудо-оружием, атомные бомбардировки вышли за рамки даже самых смелых фантазий кинематографистов, и дали новые причины для страхов. Возрастающее влияние научной фантастики на фоне научно-технического прогресса, подстёгиваемого гонкой вооружений, оказывало огромное влияние в том числе и на кинематограф и фильмы ужасов в частности. Понемногу из фильмов ужасов стала пропадать некогда единая готическая атмосфера, ужасы разделились на три основных категории: вышедшие из жанра нуар психологические фильмы ужасов (например «Психо» (1960) Альфреда Хичкока), питаемые страхами перед новыми технологиями фильмы с фантастической составляющей, особенно — о мутациях, пришельцах и монстрах (например «Нечто из иного мира» (1951) Кристиана Ниби) и касающиеся темы мистики картины на демонические темы (например «Ребёнок Розмари» (1968) Романа Полански). Тем не менее, появившийся элемент фантастики привнёс в фильмы ужасов тему гигантских мутантов, тем самым породив поджанр «monster movie», в фильмах которого фигурировали гигантские монстры, атакующий человечество (например, богомолы, муравьи, пауки, зайцы и т. д.). Кинофильм «Зверь с глубины 20000 морских саженей», вышедший в 1953 году был первым образцом фильмов подобного поджанра, в котором фигурировал гигантский монстр, оживший после ядерного взрыва и напавший на Нью-Йорк. Также этот фильм стал предтечей фильмов про Годзиллу, первый из которых вышел в 1954 году, и целое множество подобных ему монстров, бывших популярными на экранах кинотеатров вплоть до начала 1960-х.
Альфред Хичкок, большинство работ которого больше относятся к триллерам, чем собственно к фильмами ужасов, снимает в этот период знаковый для жанра фильм «Психо», в котором сюжет сосредоточен на маньяке-убийце, а не на его жертвах и попытках поймать преступника, а сам фильм развивает тему психологических триллеров о «женщинах в опасности».
В Голливуде фильмы ужасов становились всё более популярными, режиссёры и продюсеры стали применять новую технику — стереоскопическое изображение и «Percepto» (техника имитирующая удар током). Фильмам «Нечто из иного мира» (1951) и «Вторжение похитителей тел» (1956) удалось передать паранойю холодной войны в атмосферный, жуткий экранный образ пришельцев, пытающихся захватить мир.
Конец 1950-х — начало 60-х годов знаменательны для жанра ужасов прежде всего развитием и выходом в международный прокат британской компании Hammer Film Productions, которая специализировалась на выпуске фантастики и фильмов ужасов. Их фильмы пользовались огромным успехом и в настоящее время по праву считаются классикой, такие фильмы как «Проклятие Франкенштейна» (1957), «Дракула» (1958) и «Мумия» (1959) не только прославили компанию, но и вывели в звёзды замечательных актёров Питера Кушинга и Кристофера Ли. Многие фильмы Hammer были вольными ремейками фильмов компании Universal и дали вторую жизнь персонажам, которых уже стали забывать, — Дракуле и Франкенштейну, подчас во многом переосмыслив их и открыв с неожиданной стороны. В отличие от голливудских версии 1930-х годов, Hammer Film Productions делала ставку на динамичный сюжет и спецэффекты, любыми способами подчёркивая визуальные аспекты выпускаемых фильмов, что достигалось в том числе и переходом к использованию цветной плёнки.

### 1970-е—1980-е годы
Маркетинговые исследования показали, что большое число любителей фильмов ужасов — это подростки и совсем молодые люди. Поэтому, начиная примерно с конца 1980-х годов, в США стало выходить много фильмов ужасов, специально рассчитанных на подростковую аудиторию. В частности довольно широко распространённым жанром становятся слэшеры, пик которых пришёлся на 1970-е и 1980-е годы: Техасская резня бензопилой (1974), «У холмов есть глаза» (1977) и др. С другой стороны часто героями фильмов-ужасов данного периода становятся подростки, как это было, например, в культовой серии «Кошмар на улице Вязов».

### 1990-е годы
К началу 1990-х годов обширный поток снимаемых фильмов молодёжного хоррора иссякает, и первая половина декады характеризуется для жанра довольно малым количеством кинокартин. Только лишь с середины 90-х годов, после внезапного успеха кинокартины «Крик» (1996) Уэса Крейвена, жанр вновь становится популярным, хотя и в «бескровной» версии. Фильмы ужасов этого периода всё чаще лишались большей части привычных визуальных средств воздействия на зрителя.

### 2000-е годы
В 2000-е в жанре фильмов ужасов чётко отмечаются несколько ключевых тенденций. Первой тенденцией стало появление большого количества ремейков фильмов ужасов. Само по себе это явление не является новым в кинематографе (фильмы переснимались на протяжении всей истории кинематографа), но примечательны его масштабы. Так, если до этого новые версии старых кинофильмов преимущественно выходили довольно редко, то в этот временной промежуток «обновлению» подверглись не только классические образцы этого жанра, но и недавно снятые фильмы, либо выпущенные в других странах (в силу чего не всегда пригодные для прямого импорта). После успеха в прокате американского ремейка японского фильма ужасов «Звонок» (2002), стало появляться множество ремейков различных азиатских фильмов ужасов, такие как «Проклятие» (2004), «Тёмная вода» (2005), «Один пропущенный звонок» (2008), «Глаз» (2008) и другие.
Второй тенденцией стало стремление создателей фильмов вернуться к большому количеству показываемого насилия на экране, отказавшись от «детских» рейтингов. Третьей тенденцией стало всё более широкое распространение формата «found footage», в котором весь фильм или существенная его часть представляются зрителю как материалы с найденных записей на кино- или видеокамеры, часто оставшиеся после пропавших или умерших героев фильма. Со временем он выделился в самостоятельный поджанр, эксплуатирующий очень широкий спектр сюжетов, от классических историй про паранормальные явления, ведьм и вампиров до современной тематики, связанной с интернетом, YouTube и Skype. Он был популяризован такими фильмами, как «Ведьма из Блэр» (1999), «Паранормальное явление» (2007), «Репортаж» (2007) и «Монстро» (2008). Популярными также становятся экранизации сплаттерпанка «Пила». Философские проблемы поднимает французский режиссёр Паскаль Ложье в своём фильме 2008 года «Мученицы».

## Фильмы ужасов в СССР и России
Первым российским фильмом ужасов считается «Вий» (1909), немой художественный короткометражный фильм Василия Гончарова. До наших дней фильм не сохранился. Одними из первых фильмов жанра в России также считаются такие немые мистические фильмы, как «В полночь на кладбище» (1910), «Загробная скиталица» (1915), «Женщина-вампир» (1915) и «Вий» (1916). Все эти фильмы также не сохранились до наших дней. Некоторые исследователи относят к фильмам ужасов и картину «Портрет» (1915), снятую режиссёром Владиславом Старевичем по мотивам произведения Гоголя.
В СССР такой жанр, как «фильмы ужасов», долгое время практически полностью отсутствовал. Фильм «Медвежья свадьба» (1926) считается первым советским фильмом, который можно назвать в какой-то степени фильмом ужасов. Утвердившаяся в советском искусстве (начиная с 1930-х годов) традиция была подчёркнуто реалистической и целиком исключала какие-либо сверхъестественные элементы в сюжете. В результате этого в рамках социалистического реализма возможной была научная фантастика, но не жанр хоррора. Эти обстоятельства предопределили основные черты жанра в СССР. Многие фильмы, имевшие хоррор-компонент в своём сюжете, подражали научно-фантастическому кино, а те немногие фильмы ужасов, имеющие чистый жанровый характер, как правило, помещали сюжет в исторический контекст, обращаясь к произведениям литературной классики.
Подобная ситуация в СССР сохранялась до второй половины 1980-х годов, когда начавшаяся «перестройка» открыла новые возможности для послабления в сфере культуры. Одноимённая экранизация повести Н. В. Гоголя «Вий» (1967) долгое время оставалась жанровым фильмом-одиночкой, хотя и приобрела культовый статус. В очень короткий период с конца 1980-х до начала 1990-х предпринимались попытки создать жанровые фильмы подобной тематики. На экраны вышло сразу несколько примечательных жанровых картин: «Господин оформитель» (1988), «Псы» (1989) и «Час оборотня» (1990). Этот же период характеризуется множеством экспериментов на поприще жанра: в 1986 году вышла анимационная экранизация рассказа Стивена Кинга «Поле боя», в 1990—1991 годах разные режиссёры независимо друг от друга экранизировали повесть А. К. Толстого «Семья вурдалака»; в одном случае фильм получился модернизированным пересказом исходного произведения («Семья вурдалаков», 1990), а в другом — ироническо-сюрреалистическим фильмом-ужасом («Папа, умер Дед Мороз», 1991). Также смешение жанра ужасов и иронической комедии нашло отражение в фильме «Люми» (1991), а экранизация произведений дореволюционных авторов — в фильмах «Пьющие кровь» (1991, по мотивам повести А. К. Толстого «Упырь») и «Жажда страсти» (1991, по мотивам рассказов В. Я. Брюсова). В 1992 году вышел фильм «Прикосновение», в котором чувство страха достигается за счёт моментов внезапности и неожиданности. Фильм стал толчком к развитию российского сегмента фильмов данного жанра.

## Поджанры
Жанр ужасов включает множество поджанров, названия которых широко распространены в среде журналистов-кинообозревателей и кинолюбителей. Поджанры могут сочетаться.

### Фильм о монстрах
Фильмы, в которых сюжет сосредоточен на противостоянии внушающим страх сверхъестественным существам — монстрам, или описывает жизнь монстров без выраженного противостояния в сюжете. Известным классическим примером фильмов о монстрах является «Кинг-Конг» (1933).

#### Фильм о зомби
Также см. Зомби-апокалипсис
Разновидность фильмов ужасов, где в сюжете присутствуют ожившие мертвецы — зомби. По сюжету зомби могут оживать под воздействием магии, сверхъестественных явлений, инфекции и т. д. Укус зомби зачастую приводит к смерти человека и его последующему оживлению также в виде зомби. Среди первых и наиболее известных фильмов жанра - «Ночь живых мертвецов» и «Рассвет мертвецов» Джорджа Ромеро, которые положили основу популяризации и активному использованию живых мертвецов в кино. Первым фильмом, в котором прямо отождествляются ожившие покойники и вудуистское понимание зомби, стал готический фильм ужасов «Чума зомби» (1966) студии «Hammer», несмотря на свою малую известность у зрителей, оказавший заметное влияние на данный поджанр. Также среди заметных можно выделить фильмы «Зомби 2», «Возвращение живых мертвецов». С конца 1990-х — начала 2000-х годов жанр претерпел изменения: наиболее популярной причиной появления зомби по сюжету стали вирусы. Появление зомби из-за инфекции можно наблюдать в таких фильмах, как «28 дней спустя», «Репортаж», «Война миров Z», в серии компьютерных игр «Обитель зла» и их последующих экранизациях, а также в телесериалах «Ходячие мертвецы», «Бойтесь ходячих мертвецов», «Нация Z», и других.
В различных фильмах зомби показаны по-разному: от еле передвигающихся и разлагающихся на ходу существ до существ, превосходящих людей в скорости, силе, ловкости. Есть также фильмы, в которых зомби фигурируют в образе положительных персонажей.

#### Фильм об оборотнях
Первым фильмом, который посвящён оборотням, является немой фильм «Оборотень», вышедший в 1913 году. После него последовало ещё несколько немых фильмов про оборотней. Первым фильмом с озвучкой был немецкий фильм «Le Loup Garou». В 1935 году студия Universal Pictures выпустила фильм «Лондонский оборотень», а в 1941 году — «Человек-волк». Спустя почти 70 лет вышел ремейк последнего фильма (Джо Джонстона). Эти фильмы обозначили многие стереотипы кинематографических оборотней.

#### Фильм о вампирах
Разновидность фильмов ужасов о бессмертных существах, питающихся чужой кровью — вампирах.
Первой кинокартиной, дошедшей до наших дней полностью, в которой фигурирует вампир, является фильм «Носферату. Симфония ужаса» (1922) режиссёра Фридриха Мурнау. Фильм был очень высоко оценен кинокритиками. В 1927 году вышел первый американский фильм ужасов с участием вампира «Лондон после полуночи». Одним из самых значимых фильмов явилась кинокартина «Дракула» (1931) с Белой Лугоши в роли Дракулы. Появление на экране именно этого персонажа способствовало значительной популяризации жанра.

### Мистический фильм ужасов
Сюжет таких фильмов основан на столкновении со сверхъестественными явлениями: призраками, демонами, и другими. Часто в сюжете фигурирует религия. Примеры: «Звонок», «Проклятие», «Ужас Амитивилля», «Оно», «Омен», «Изгоняющий дьявола», «Паранормальное явление», «Синистер» и «Суспирия».

### Научно-фантастический фильм ужасов
События в таких фильмах имеют научно-фантастическую основу, то есть зачастую сверхъестественные явления в них имеют научное (научно-фантастическое) объяснение. Примеры: «Франкенштейн», «Особь», «Мутанты», «Чужой», «Нечто», «Муха», «Капля», «Аполлон 18», «Сквозь горизонт», «Обитель зла», «Живое».

### Боди-хоррор
Поджанр, возникший в 1970-х годах, для которого характерно особое внимание к человеческому телу (или телу другого существа) и его трансформациям. Типичные мотивы боди-хоррора — половые извращения, нанесение увечий, разнообразные болезни, гниение, паразитизм, мутации и превращения, эксперименты с человеческим телом и создание монстров вроде чудовища Франкенштейна. Примеры: «Судороги», «Человеческая многоножка».

### Комедийный фильм ужасов
Комедийный фильм ужасов — фильм ужасов с обилием чёрного юмора и элементов пародии. Многие такие фильмы пародируют сюжет и сцены наиболее известных фильмов ужасов. Значительное и парадоксальное влияние на данный поджанр комедии оказали, казалось бы, драматические сюжеты фильмов ужасов, основанные на убийствах. Чёрный юмор в таком контексте становится как бы оружием героев в борьбе со злом. Частыми источниками юмора и темами для шуток являются «ляпы» низкокачественных кинокартин, «штампы» и основные черты жанра, известные персонажи фильмов ужасов (например, Дракула), основные черты и недостатки злодеев и слабости их жертв (страхи, сексуальное влечение, вредные привычки). Примеры: «Комедия ужасов» (1963), «Зловещие мертвецы 3: Армия тьмы», «Бабба Хо-Теп», «Зомби по имени Шон», «Добро пожаловать в Зомбилэнд», «Зубастики» (тетралогия), «Убойные каникулы», «Живая мертвечина».

### Фильм о каннибализме
Первым фильмом, в определённой степени посвящённом проявлениям каннибализма, является фильм 1963 года «Кровавое пиршество» («Blood Feast»). В свою очередь, этот своеобразный поджанр фильмов ужасов отделился от фильмов про зомби. Проявление каннибализма характерно и для фильмов про зомби, но в данном поджанре каннибалы являются живыми существами. Фильм Уэса Крэйвена «У холмов есть глаза» (1977) и его ремейк «У холмов есть глаза» (2006) режиссёра Александра Ажа и серию фильмов «Поворот не туда» можно отнести к наиболее ярким представителям поджанра.
Особняком стоит снятый в псевдодокументальной манере цикл приключенческих фильмов итальянских режиссёров Руджеро Деодато и Умберто Ленци «Ад каннибалов», «Ад каннибалов 2», «Каннибалы» (1981), в основе сюжета которых — трагические истории современных белых людей, случайно попавших в руки примитивных племён Южной Америки, Новой Гвинеи и пр.

### Слэшер
Слэшер представляет собой поджанр фильмов ужасов, для которого характерно наличие убийцы-психопата (иногда носящего маску, иногда обладающего сверхъестественными способностями), который преследует и поочерёдно убивает группу жертв - часто подростков - в типичной случайной, неспровоцированной манере, убивая многих за один день. Показ действия нередко происходит сквозь призму восприятия убийцы. Характерно преобладание прямолинейных общих планов; клиповый монтаж; изображение, максимально приближённое к реальности. Примеры: «Чёрное Рождество», «Техасская резня бензопилой», «Хэллоуин», «Кошмар на улице Вязов», «Пятница 13-е», «Детские игры», «Крик».

### Сплэттер
Поджанр фильмов ужасов, в котором акцент делается на максимально натуралистичной демонстрации насилия и увечий. Такие фильмы известны широким применением спецэффектов и большим количеством бутафорских внутренностей и крови.

### «Найденная плёнка»
Сюжетный прием, настолько распространившийся, что выделяется теперь в отдельный поджанр, заключается в том, что весь фильм или существенная его часть представляется зрителю как запись с найденной кино- или видеокамеры, зачастую принадлежавшей пропавшим или умершим героям фильма. Примеры: «Ад каннибалов», «Ведьма из Блэр», «Репортаж», «Искатели могил», «Паранормальное явление».

### Фолк-хоррор
Фолк-хоррор использует элементы фольклора или других религиозных и культурных убеждений, чтобы вызвать страх у зрителя. Такие фильмы ужасов часто изображают сельскую местность и касаются тем изоляции, религии (сектантства) и традиций. Примеры: «Великий инквизитор», «Плетёный человек», «Ритуал», «Апостол», «Солнцестояние», «Проклятые».

### Экстремальное кино
Экстремальное кино — поджанр фильмов, концентрирующийся на изображении секса и насилия, а также таких сцен, как нанесение увечий и пытки; некоторые экстремальные ленты рассматривают такие табуированные темы как, например, некрофилия, копрофилия, зоофилия и т. д.

## Ужасы в сериалах
Одним из первых сериалов, который носил черты фильма ужасов, был сериал «Сумеречная зона», шедший в период с 1959 по 1964 года в США. Сериал состоял из серий, сюжет которых не был связан друг с другом. Также стоит выделить такие сериалы, как «Dracula: The Series» (сериал шёл с 1990 по 1991 год и состоял из 21 серии), «Дом ужасов Хаммера» (Hammer House of Horror), «Сказки тёмной стороны» (Tales from the Darkside), «Кошмары Фредди» (шёл с 1988 по 1990 год в течение 2 сезонов), «Оборотень» (Werewolf) и «Кафе кошмаров» (Nightmare Cafe). Эксперименты по внедрению хоррора и, в частности, слэшера о маньяках-убийцах в сюжет — также проводились и в некоторых мыльных операх XX-го века: Мрачные тени, Дни нашей жизни, Санта Барбара, Сансет Бич, Порт Чарльз, Страсти — как и в зачастую их пародийной, так и в их истинной сюжетной интерпретации. На данные мыльные оперы очень сильно повлияли — готический фильм ужасов и психологический триллер в купе с традиционной для мыльных опер — мелодрамой, а также мистические фильмы ужасов, в частности такие фильмы как: Тайна за дверью, Ребекка, Экзорцист, Доктор Джеккил и Мистер Хайд. Правда, время по внедрению этих экспериментов в мыльный жанр с целью привлечь к жанру молодёжную аудиторию — заканчивалось также быстро как и начиналось, так как данная тематика зачастую не возымела должного успеха у зрителя и рекламный расчёт на молодую подростковую аудиторию зачастую не оправдал себя и многие из этих мыльных опер были отменены относительно вскоре(по канонам долгоживущего рейтингового «мыла», согласно которым нормально устойчивое и развивающееся в рейтингах шоу должно держаться в эфире не менее 10 лет) — после их начала, а эксперименты в долгоживущих и идущих до сих пор по телеэфиру мыльных операх довольно скоро после их введения — сводили на нет…
Особое место занимает популярный в своё время телесериал «Байки из склепа», шедший с 1989 по 1996 год в течение 7 сезонов и насчитывающий 93 серии. Сериал состоит из отдельных, не связанных между собой, серий. Также с 1995 по 1996 год шёл сериал «Американская готика» («Шериф из преисподней»), в основе которого лежит правоохранительная деятельность шерифа небольшого города, шериф обладает некой сверхъестественной силой, которую он получил от сил зла. Сериал состоит из 22 серий. Немаловажное значение имеет заслуживший внимание многих телезрителей мистический сериал «Твин Пикс», в основе сюжета которого лежит история расследования спецагентом ФБР Дейлом Купером (Dale Cooper) шокирующего убийства юной школьницы Лоры Палмер. По мотивам телесериала также было выпущено несколько книг.
С 1996 по 1998 год на экраны выходил сериал «Полтергейст: Наследие». Сюжет сериала сводится к деятельности паранормальной группы «Наследие» по обнаружению проявления потусторонней силы в материальном мире. Сериал шёл в течение 4 сезонов и насчитывает 88 серий. В некоторой степени к проявлениям фильмов ужасов в сериалах имеет и такой известный сериал, как «Секретные материалы», многие серии которого носят напряжённый характер.
Из других сериалов можно выделить: «Баффи — истребительница вампиров» (сериал носит ярко выраженный молодёжный характер) и «Пятница, 13-е» (сериал не имеет ничего общего с оригинальным фильмом). Некоторые сериалы лишь содержат некоторые элементы ужаса, но не являются полностью таковыми: «Профиль убийцы» повествует о работе агента ФБР по раскрытию особо тяжких убийств; «Тысячелетие» Криса Картера схож с прошлым сериалом, но расследование подобных преступлений ведётся с использованием сверхъестественных способностей одного из сотрудников ФБР — он видит то, что происходило на месте преступления; сериал «Вечный рыцарь» рассказывает о вампире, который работает в полиции Торонто, очень схож с ним и сериал «Ангел», главным героем которого тоже является вампир, к которому также периодически приходят воспоминания из вампирского прошлого; «Серный камень» повествует о полицейском, который ловит 113 сбежавших из ада проклятых душ (однако сериал насчитывает только 13 серий); сериал «Клан» основан на настольной игре Vampire: The Masquerade; сериал «Сверхъестественное» рассказывает о приключениях братьев Сэма и Дина Винчестеров, которые путешествуют по Соединённым Штатам на чёрном автомобиле Chevrolet Impala 1967 года, расследуют паранормальные явления, многие из которых основаны на американских городских легендах и фольклоре, и сражаются с такими порождениями зла, как демоны и призраки.